# 阿爾特多夫多夫巴赫河 (羅伊斯河支流)
46°54′00″N 8°37′18″E / 46.89991°N 8.62168°E
阿爾特多夫多夫巴赫河（德語：Altdorfer Dorfbach）是瑞士的河流，位於該國中部，流經烏里州，屬於羅伊斯河的支流，河道全長4.9公里，流域面積8.6平方公里，最終注入烏爾訥湖。